# Ото (Саксония-Витенберг)
Вижте пояснителната страница за други личности с името Ото.
Ото от Саксония-Витенберг (на немски: Otto von Sachsen-Wittenberg, † 30 март 1350) от род Аскани е принц от Саксония-Витенберг.
Той е вторият син на херцог и курфюрст Рудолф I от Саксония-Витенберг (1284–1356) и първата му съпруга маркграфиня Юта (Бригита) от Бранденбург († 1328), дъщеря на маркграф Ото V от Бранденбург. По-големият му брат е Рудолф II (1307–1370).
Ото се жени на 10 октомври 1339 г. Елизабет фон Брауншвайг-Люнебург († 1384) от род Велфи, дъщеря на Вилхелм II, княз на Люнебург. Те имат един син:
- Албрехт от Саксония-Витенберг († 28 юни 1385), княз на Люнебург от 1370 до 1385 г.

Ото умира през 1350 г. преди баща си. Вдовицата му Елизабет се омъжва ок. 1354 г. за Николаус граф на Холщайн (* 1321, † 1397), син на Герхард III от Холщайн-Рендсбург.